# Ballet Mécanique
Het Ballet Mécanique (Ballet pour Instruments Mécaniques et Percussion) van de in Parijs wonende Amerikaanse componist George Antheil geldt als een van de belangrijkste werken uit het begin van de 20e eeuw. Het stuk verdeelde de muziekwereld en leidde tot een van de grootste schandalen in de muziekgeschiedenis. Antheil noemde het Ballet Mécanique – een eerbetoon aan het industriële tijdperk.

## Voorgeschiedenis
Antheil was waarschijnlijk al in 1922 begonnen aan het componeren van Ballet Mécanique onder de titel Message to Mars. In 1923 woonde hij een concert bij van Igor Stravinsky's stuk Les Noces, door Strawinsky zelf gedirigeerd, waarna hij een ontmoeting had met de componist in de pianofabriek van Pleyel. Pleyel maakte ook pianola's en Strawinsky speelde een pianolaversie van Les Noces. Antheil was enthousiast: "Ik vond deze versie nog beter dan die we de avond ervoor hadden gehoord. Hij was preciezer, koeler, harder, meer typerend voor wat ik zelf op dat moment uit de muziek wilde halen". Al snel ontstond het idee om Ballet Mécanique te gebruiken als begeleidende muziek voor een abstracte film. Ezra Pound, met wie Antheil goed bevriend was, was enthousiast over dit idee en wist de Amerikaanse cameramannen Dudley Murphy en Man Ray, evenals de schilder Fernand Léger, voor dit project te interesseren. Synchronisatieproblemen van film met muziek leidden al snel tot een einde aan de samenwerking en de film ging als stomme film in première.

## Versies
Er zijn twee partituren uit de jaren 1920 bewaard gebleven.

### Eerste versie voor vier piano's
De eerste versie, getiteld Ballet Mécanique, dateert uit de periode 1924-1925 en was opgedragen aan Jack Benoist-Méchin. De versie telt vier pianopartijen, die vaak ten onrechte als pianolapartijen zijn geïnterpreteerd. Deze partijen zijn door en door "pianistisch" en vertonen, afgezien van de halsbrekende snelheden, geen van de "vingerzettingsonmogelijkheden" die gebruikelijk zijn in originele composities voor pianola. Bij de rangschikking van de noten en de verdeling over de notenbalken hield Antheil altijd rekening met de mogelijkheden van een  pianist. Zo worden chromatische glissandi die gemakkelijk door een pianola gespeeld kunnen worden, onderverdeeld in zwarte-toets- en witte-toets-glissandi, die verdeeld zijn over vier "pianisten". Dezelfde indeling in verschillende systemen (handen) – zinloos voor een pianola – vinden we ook terug in chromatische clusters – hier staan zelfs instructies hoe pianisten ze moeten spelen (bijvoorbeeld met de onderarm). Waanzinnige cascades van noten worden altijd zo neergezet dat ze voor een pianist ‘goed in de hand liggen’ (en Antheil werd beschouwd als een uitmuntend pianist). Dit toont aan dat Antheil bij het componeren nooit de mogelijkheden van een pianola in gedachten had, maar uitsluitend die van een pianisten en het werk zonder noemenswaardige wijzigingen naar de pianola werd overgebracht. Deze versie diende als basis voor de ponsbanden (muziekrollen) en ook voor de tweede versie.

### Tweede versie met 16 pianola's
De tweede versie draagt als naam Ballet pour Instruments Mécaniques et Percussion, en heeft zoals de naam zegt extra slagwerk.
De partituur bevat, naast de vier pianopartijen uit de eerste versie, die nu duidelijk zijn toegewezen aan pianola's 1 tot en met 4, nog twee pianopartijen voor pianisten, drie xylofoons, vier bastrommels, een tamtam, elektrische bellen, drie verschillende vliegtuigpropellers en een sirene. Antheil voorzag echter in een viervoudige instrumentatie van de pianolapartijen, zodat in totaal 16 pianola's in groepen van vier door een zeventiende pianola zouden worden aangestuurd. Hoewel de firma Pleyel een patent had (nr. 207 798 van november 1922) voor de synchrone aansturing van pianola's, werd er geen bevredigende synchronisatie bereikt, zodat er destijds slechts één pianola voor uitvoeringen kon worden gebruikt. Antheil liet ook een ponsband van deze versie (1926) vervaardigen, die rekening hield met deze extra instrumenten.

### Derde versie zonder pianola's
In 1953 herwerkte hij het werk opnieuw, bracht radicale wijzigingen aan en kortte de partituur met meer dan de helft in. Hij liet de pianola weg, schrapte hele scènes en verkortte irritante herhalingen en extreme stiltes. Deze versie, die tegenwoordig het vaakst wordt uitgevoerd, is slechts een schim van de ooit zo krachtige, innovatieve en provocerende pianolavorm.

### De ponsbandversies
De ponsbanden werden vervaardigd door de firma Pleyel, die een eerste versie in een oplaag van 20 exemplaren maakte zonder de percussieinstrumenten uit de partituur. Het waren de masterrollen die de 16 pianola's vanaf een bedieningsinstrument aanstuurden en afhankelijk van het volume één of zestien instrumenten inschakelden. Een tweede editie van 400 rollen, die in januari 1926 geponst zou worden, bevatte naast de pianola-partijen ook de partijen van de percussieinstrumenten. Deze versie was niet bedoeld voor openbare uitvoeringen, maar uitsluitend voor privégebruik.

### Overige versies
De uitgebreide partituur is tot aan de jaren 1990 nooit uitgevoerd geweest, in theorie kon het wel werken, maar in de praktijk lukte het niet.
In 1953 schreef Antheil een verkorte (en veel tammere) versie voor 4 piano's, 4 xylofoons, 2 elektrische klokken, 2 propellers, pauken, klokkenspel en andere percussie. De originele orkestratie werd in 1992 voor het eerst uitgevoerd door Maurice Peress.
Op 18 november 1999 bracht het University of Massachusetts Lowell Percussion Ensemble, onder leiding van Jeff Fischer, de tweede partituur tot uitvoering met behulp van 16 pianola's en livemuzikanten. De pianola's waren Yamaha Disklaviers, aangestuurd via MIDI met behulp van het Macintosh-softwareprogramma Opcode StudioVision.

## Premières
Toen het stuk in juni 1926 voor het eerst werd opgevoerd in Parijs, blies de ventilator op de voorste rijen dameshoeden en herenkapsels weg. Er barstte luid gesis los en er braken verspreide vechtpartijen uit. Maar tegenover elk boegeroep leidde Antheils beschermer Ezra Pound het publiek naar nog luidere juichkreten. In de Franse pers werd Antheil geprezen. Op 10 april 1927 ging het ballet in New York in première. Het aantal piano's werd verhoogd tot 16, xylofoons, aambeelden en nog luidere machines werden ingezet, maar het grootste deel van het publiek zat stil achterover en vond het vreselijk. In de pers vond men het "Onzin" en "Kinderachtig, vindingrijk en onuitsprekelijk".